# Descripció arxivística
La descripció arxivística (en castellà Descripción achivística, en francès description i en anglès archival description) és l'elaboració d'una representació acurada d'una unitat de descripció i, si escau, de les parts que la componen, mitjançant la recopilació, l'anàlisi, l'organització i l'enregistrament de qualsevol informació que serveixi per identificar, gestionar, localitzar i explicar els documents d'arxiu, proporcionant també informació sobre el seu context de creació i el sistema a partir del qual han estat organitzats.

## Objectius
Els objectius que persegueix la descripció arxivística són per sobre de tot facilitar l'accés de consulta als documents, i per això creu necessari representar els documents d'arxiu de manera comprensible, donant informació sobre el seu context de creació, la seva organització i el seu contingut; però també permetre verificar l'autenticitat de la provinença dels documents d'arxiu proporcionant informació sobre la història de la seva conservació i custòdia, classificació i les circumstàncies de la seva creació i utilització.

## Principis
Els principis sobre els quals es fonamenten les regles de descripció es poden resumir en quatre:
1. El respecte al fons a partir del principi de provinença i del principi de respecte a l'ordre original del fons.
2. La classificació del fons reflectirà el context i l'estructura jeràrquica del fons i de les seves parts en diversos nivells relacionats jeràrquicament de general a específic.
3. Només s'oferirà la informació relativa al nivell de descripció que li és pertinent, evitant sempre de repetir informació en les distintes descripcions arxivístiques relacionades jeràrquicament.
4. Els lligams entre les descripcions corresponents a cada nivell seran clarament indicats i relacionats.

## Normativa
L'origen de la normativa per l'homogeneïtzació a nivell internacional de la descripció arxivística es veié atiat per la publicació de dos manuals de descripció arxivística a nivell nacional, foren els manuals del Regne Unit i el dels Estats Units d'Amèrica, als quals els seguí les mobilitzacions per a la normalització de la descripció arxivística al Canadà. Però, ben aviat es veié que els problemes que comportava el projecte internacional de normativització descriptiva eren majors que en àmbits nacionals, atès que calia unificar les divergències entre les pràctiques descriptives de tots els països (els quals no compartien ni metodologia de treball, ni instruments de descripció, ni la mateixa terminologia). L'organisme internacional encarregat de dur a terme aquest projecte i d'aglutinar les diferents opinions dels països i de les associacions de professionals, fou el Consell Internacional d'Arxius (CIA). Després de diverses reunions i congressos internacionals (que tingueren lloc a Ottawa, París, Wroclaw, Hörhr-Grenzhausen, Madrid i Montreal) s'arribà a aprovar en una primera versió de la Norma Internacional General de Descripció Arxivística, ISAD(G), el 1993. La seva traducció al català fou publicada el 1994 pel Departament de Cultura de la Generalitat de Catalunya i l'Associació d'Arxivers de Catalunya (AAC). Però, el CIA reunit a Estocolm els dies 19-22 de setembre de 1999, adoptà una segona versió de la ISAD(G) que fou publicada, l'any 2000, en el marc de XIV Congrés Internacional d'Arxius a Sevilla. Aquest cop, la traducció catalana tampoc es feu esperar, i el Departament de Cultura de la Generalitat de Catalunya i l'Associació d'Arxivers de Catalunya la publicaren el 2001.
Al mateix temps, a Catalunya apareix La Norma de Descripció Arxivística de Catalunya (NODAC); un instrument creat per a desenvolupar la Norma ISAD(G), i fer-la així compatible amb altres normes específiques al mateix temps que adequar-la a la realitat dels arxius de Catalunya. Cal destacar el fet que aquesta norma és fruit de l'experiència acumulada en la pràctica descriptiva del col·lectiu d'arxivers de Catalunya.
Com a complement a la ISAD(G) el CIA aprovar el 1995 la Norma Internacional per a Registres d'Autoritat Arxivístics d'Organismes, Persones i Famílies, ISAAR(CPF), l'objectiu del qual era oferir regles generals per homogeneïtzar la forma d'establir els registres d'autoritat que descriuen les organitzacions, les persones o les famílies que apareguin com a productors en la descripció.
El desenvolupament de les noves tecnologies ha portat l'arxívistica a crear un nou llenguatge per a la descripció dels inventaris d'arxiu a través de la xarxa, el Codi de descripció arxivística o Encoded Archival Description (EAD).